# Lijst van burgemeesters van Idaarderadeel
Dit is een lijst van burgemeesters van de voormalige Nederlandse gemeente Idaarderadeel tot die gemeente op 1 januari 1984 opging in de gemeente Boornsterhem.
| Ambtsperiode | Naam burgemeester             | Partij of stroming | Bijzonderheden                                    |
| ------------ | ----------------------------- | ------------------ | ------------------------------------------------- |
| 1851 - 1881  | Mr. Cornelis Bergsma          |                    | vanaf 1843 al grietman van Idaarderadeel          |
| 1881 - 1887  | Josua (J.) Nicolzon Wassenaar |                    | eerder burgemeester van Nieuwe Pekela             |
| 1887 - 1911  | C.F.F. Rinia van Nauta        |                    | eerder burgemeester van Hindeloopen               |
| 1911 - 1913  | M.J. Selhorst                 |                    | later burgemeester van Opsterland                 |
| 1913 - 1921  | Onno (O.) Greebe              |                    | eerder burgemeester van Sloten                    |
| 1921 - 1934  | N. Nammensma                  |                    |                                                   |
| 1934 - 1937  | J.H. Poppinga                 |                    | later burgemeester van Opsterland                 |
| 1937 - 1944  | Mr. C.N. Renken               |                    |                                                   |
| 1944 - 1945  | Wander (W.) Graafsma          | NSB                |                                                   |
| 1945 - 1954  | Mr. C.N. Renken               | PvdA               | later burgemeester van Epe                        |
| 1955 - 1962  | Roel (R.) Walda               | PvdA               | eerder burgemeester van Ameland                   |
| 1962 - 1979  | Kees (K.J.) Vrijling          | PvdA               |                                                   |
| 1979 - 1984  | Mr. Bernard (B.G.) Holtrop    | PvdA               | later burgemeester van Boornsterhem en Oosterhout |